# Francesca Vergés i Escofet
Francesca Vergés y Escofet (Figueras, 17 de julio de 1898 - Barcelona, 11 de mayo de 1976) Vergés. Fue una activista republicana y catalanista. Enraizada en el barrio barcelonés de San Andrés de Palomar, fue militante de Esquerra Republicana de Catalunya y miembro de Estat Català. Represaliada por el Franquismo, cumplió condena en la Prisión de Les Corts.

## Biografía
Nacida en Figueras en 1898 era hija de Joan Vergés y Darnés y de Anna Escofet y Costa. Tuvo dos hermanas: Dolors y Antònia, y dos hermanos: Ferran y Joaquim, este último fue mozo de escuadra y se exilió a Francia después de la Guerra Civil. A los inicios de los años 20  Francesca se trasladó a Sant Andreu de Palomar (Barcelona) donde se casó con Josep Mª Colomer y Trillas (1899-1956) y con quien tuvo un hijo, Ramón (1925-1969).
Militante de ERC y Estat Català, fue una excelente oradora y propagandista. El 30 de noviembre de 1931 acompañó al Presidente Macià en su visita oficial al barrio de Sant Andreu con motivo de la Festa major de la localidad. El 12 de febrero de 1933 fue elegida vocal de la junta directiva del Avenç Obrer Català, conocido popularmente en el barrio como El Casinet.Formó parte de la comisión política y fue miembro destacado de la sección femenina de la entidad, participando en charlas sobre feminismo y organizando cursos de historia y gramática de la lengua catalana para instruir y ampliar la cultura general de las mujeres.
En noviembre de 1933 participó activamente en los actos de campaña del ERC en las elecciones generales junto con Dolors Bergalló, Núria Oromí, Reyes Bertral, Anna Murià, y los líderes Francesc Macià, Josep Dencàs Puigdollers y Ventura Gassol. El diario La Humanitat del 17 de junio de 1933 resaltaba su brillante oratoria y le dedicaba una extensa entrevista en la que hacía una firme defensa de la ley del divorcio y pedía a las mujeres una mayor implicación en la vida social y política del país. Fue conocida con el apodo de La Nelken por su parecido con la política y escritora española Margarita Nelken.
En enero de 1934 hizo campaña para la Coalición de Izquierdas en las Elecciones municipales. Más adelante participó activamente con su marido en la  Proclamación del Estado Catalán de 1934 que acabó con el encarcelamiento de todo el gobierno catalán y la suspensión del Estatuto de autonomiá de Cataluña de 1934. El 15 de febrero de 1936 fue una de las ponentes del mitin celebrado en el Teatro-jardín de Figueres en el que pidió el voto por el Frente Popular y pronunció un duro alegado contra las organizaciones de derechas, exigiendo la liberación de los presos políticos del 6 de octubre de 1934. Durante la Guerra civil española estuvo afiliada al sindicato CNT, pero no fue muy activa.
La derrota del Ejército Popular de la República dio paso a la dictadura del general Franco. Se perdieron derechos y libertades. Se abrió una Causa General contra los disidentes y sospechosos de haber sido militantes o simpatizantes de los partidos de izquierdas, comunistas, sindicalistas, anarquistas, catalanistas etc. Se alentaron las delaciones de particulares, y el 5 de noviembre de 1939. Francesca y su marido fueron detenidos y encarcelados por las denuncias de algunos vecinos y vecinas.
Sometidos a un Consejo de Guerra Sumarísimo acusados de Auxílio en la Rebelión, ambos fueron condenados a 12 años de cárcel. Francesca obtuvo la libertad condicional el 2 de agosto de 1941 y el indulto en 1947. Su marido, después de un tiempo en prisión fue desterrado a la Villarroya de la Sierra en Aragón donde permaneció hasta 1942. Murió en 1956. Al salir de la cárcel, Francesca se hizo cargo del negocio familiar Cafés Cuba, en la calle Aribau, donde trabajó hasta su jubilación. Murió apartada de la política en 1976 a los 78 años.